# 三老墓
29°32′58.6″N 115°58′59.5″E / 29.549611°N 115.983194°E
“三老”墓位于中国江西省九江市庐山上的庐山植物园内，是庐山植物园三位创始人胡先骕、秦仁昌、陈封怀安葬地。2007年被列为庐山风景名胜区文物保护单位。“三老”墓西侧紧邻陈寅恪墓。

## 相关图片

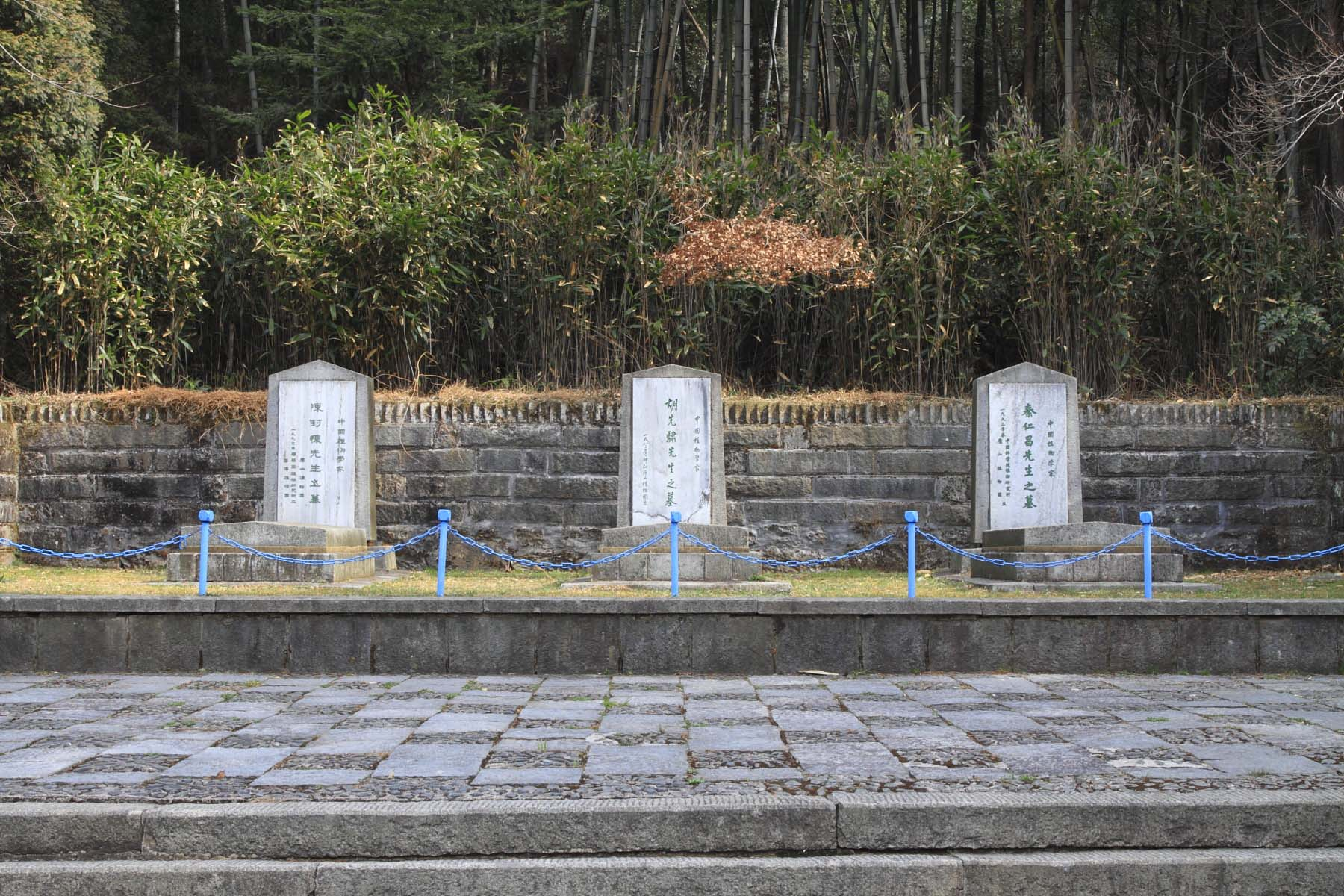